# Südostasienspiele 2011/Billard
Bei den Südostasienspielen 2011 in Indonesien fanden vom 12. bis 19. November 2011 in der Jakabaring Billiard Arena in Palembang 10 Wettbewerbe im Billard statt.

## Medaillengewinner

### Herren
| Disziplin                | Gold                                           | Silber                      | Bronze                                     |
| ------------------------ | ---------------------------------------------- | --------------------------- | ------------------------------------------ |
| Einband Einzel           | Mã Minh Cẩm                                    | Francisco Dela Cruz         | Nguyen Thanh Long                          |
| Einband Einzel           | Mã Minh Cẩm                                    | Francisco Dela Cruz         | Efren Reyes                                |
| Dreiband Einzel          | Nguyễn Quốc Nguyện                             | Duong Anh Vu                | Reynaldo Grandea                           |
| Dreiband Einzel          | Nguyễn Quốc Nguyện                             | Duong Anh Vu                | Efren Reyes                                |
| 8-Ball Einzel            | Dennis Orcollo                                 | Ricky Yang                  | Nguyen Phuong Thao                         |
| 8-Ball Einzel            | Dennis Orcollo                                 | Ricky Yang                  | Muhammad Zulfikiri                         |
| 9-Ball Einzel            | Ricky Yang                                     | Irsal Nasution              | Francisco Mertado                          |
| 9-Ball Einzel            | Ricky Yang                                     | Irsal Nasution              | Do The Kien                                |
| English Billiards Einzel | Peter Gilchrist                                | Praprut Chaithanasakun      | Kyaw Oo                                    |
| English Billiards Einzel | Peter Gilchrist                                | Praprut Chaithanasakun      | Nay Thway Oo                               |
| English Billiards Doppel | Praprut Chaithanasakun Thawat Sujaritthurakarn | Kyaw Oo Nay Thway Oo        | Peter Gilchrist Ang Boon Chin              |
| English Billiards Doppel | Praprut Chaithanasakun Thawat Sujaritthurakarn | Kyaw Oo Nay Thway Oo        | Nguyễn Thanh Bình Pham Hoai Nam            |
| Snooker Einzel           | Thepchaiya Un-Nooh                             | Ang Boon Chin               | Thor Chuan Leong                           |
| Snooker Einzel           | Thepchaiya Un-Nooh                             | Ang Boon Chin               | Win Khaing Min Aye                         |
| Snooker Doppel           | Thor Chuan Leong Chong Tin Sam                 | Lim Chun Kiat Ang Boon Chin | Win Khaing Min Aye Win Ko Ko               |
| Snooker Doppel           | Thor Chuan Leong Chong Tin Sam                 | Lim Chun Kiat Ang Boon Chin | Thanawat Thirapongpaiboon Noppon Saengkham |

### Damen
| Disziplin     | Gold        | Silber        | Bronze             |
| ------------- | ----------- | ------------- | ------------------ |
| 8-Ball Einzel | Iris Ranola | Amanda Rahayu | Angeline Ticoalu   |
| 8-Ball Einzel | Iris Ranola | Amanda Rahayu | Hoe Shu Wah        |
| 9-Ball Einzel | Iris Ranola | Rubilen Amit  | Hoe Shu Wah        |
| 9-Ball Einzel | Iris Ranola | Rubilen Amit  | Huynh Thi Ngoc Huy |

## Medaillenspiegel
| Platz  | Land        | Gold | Silber | Bronze | Gesamt |
| ------ | ----------- | ---- | ------ | ------ | ------ |
| 1      | Philippinen | 3    | 2      | 4      | 9      |
| 2      | Vietnam     | 2    | 1      | 5      | 8      |
| 3      | Thailand    | 2    | 1      | 1      | 4      |
| 4      | Indonesien  | 1    | 3      | 2      | 6      |
| 5      | Singapur    | 1    | 2      | 3      | 6      |
| 6      | Malaysia    | 1    | 0      | 1      | 2      |
| 7      | Myanmar     | 0    | 1      | 4      | 5      |
| Gesamt | Gesamt      | 10   | 10     | 20     | 40     |